# Josep Manuel Minyana

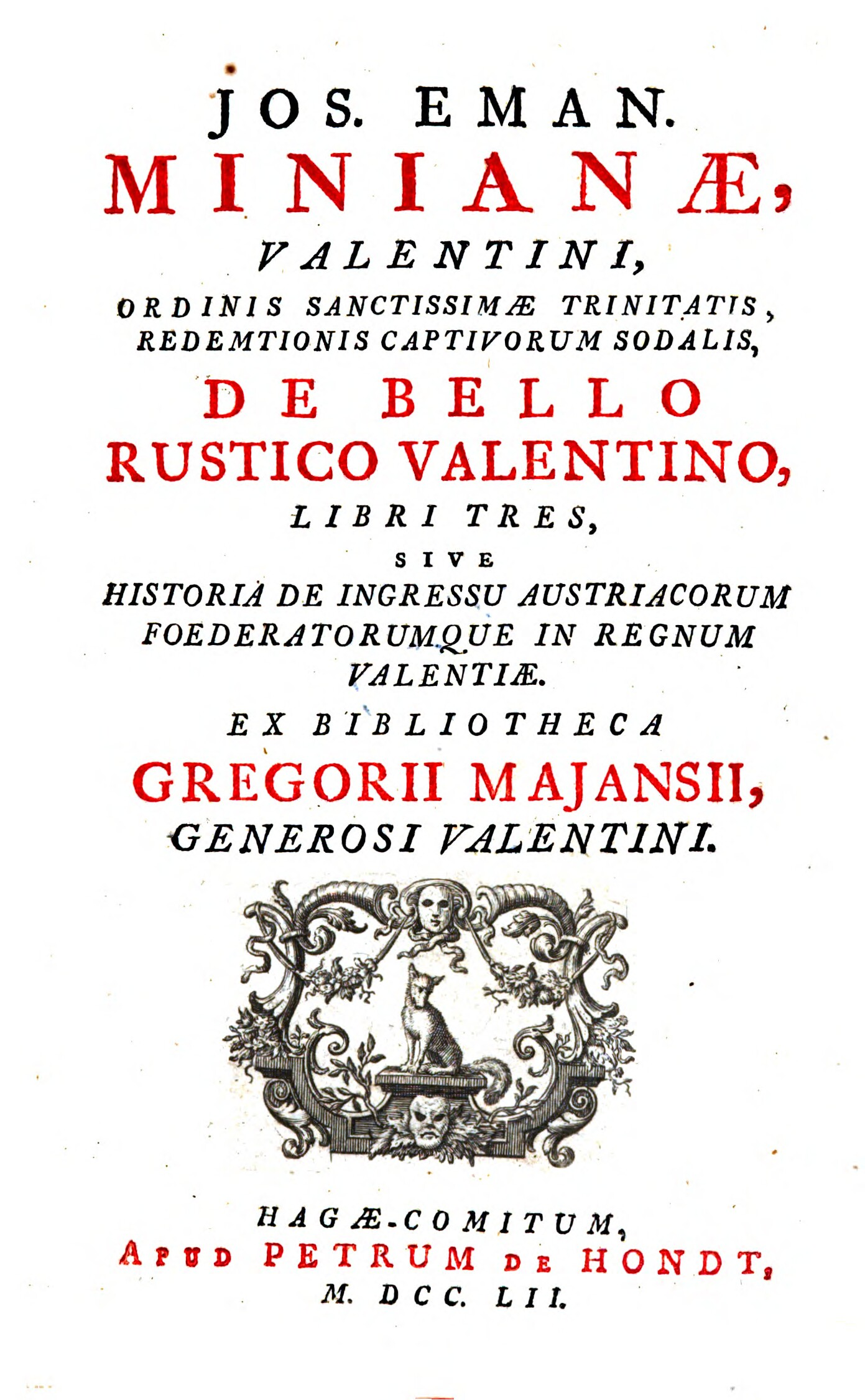
Portada de De bello rustico Valentino (1752)

Josep Manuel Minyana   (València, 15 d'octubre de 1671 - València, 27 de juliol de 1730), Fra Josep Manuel Minyana i Estela, O.SS.T. fou un frare trinitari, llatinista, historiador i pintor valencià, autor de diverses obres en llatí. Era membre del cercle dels novatores valencians i deixeble destacat de Manuel Martí.

## Biografia
Josep Manuel Minyana va nàixer a la ciutat de València el 15 d'octubre de 1671, fill de Joan Minyana i Esperança Estela. El 14 d'agost de 1686, amb 15 anys, ingressà en el convent de l'Orde de la Santíssima Trinitat de Sagunt, sent-hi admés de forma perpètua l'any següent, el 29 d'octubre, després de fer els vots.
Des d'un principi, Minyana va manifestar un espíritu inquet i obert a totes les corrents culturals. Per aquesta raó, i amb permís dels seus superiors, va viatjar a Nàpols. on va viure 7 anys. Durant la seua estància a Itàlia va aprofondir en l'estudi de la llengua latina (entre altres disciplines humanístiques) i fins i tot va aprendre a pintar. També és a Nàpols on es posa en contacte amb els cercles de Gravina i del valencià Manuel Martí, el seu mestre.
Una vegada tornat a Espanya, es va dedicar a ensenyar llatí, primer a Llíria i després a Sagunt, fins que l'any 1704 obté la càtedra de Retòrica a la Universitat de València pronunciant el discurs De revocanda eloquentia. Minyana, a més, va compaginar l'activitat docent amb la redacció de diverses obres de contingut històric, totes en llatí. Primer, dos «diàlegs», publicats després de la seua mort, sobre les antiquitats de Sagunt (principalment el seu circ romà). En va interrompre la redacció, però, per a escriure De bello rustico Valentino, una crònica proborbònica sobre la Guerra de Successió al regne de València. Dels tres llibres que el componen, els dos primers els envià a Martí perquè els revisara el 3 d'agost de 1707. El tercer, que Gregori Maians considerava més eloqüent, completa l'obra, editada pòstumament per Maians a la Haia l'any 1752. També és autor d'una continuació a la Història General d'Espanya de Juan de Mariana, traduida i publicada en castellà nombroses vegades, i havia començat a escriure Saguntineida, que ens ha arribat incompleta.
Josep Manuel Minyana va morir a València, la seua ciutat natal, el 27 de juliol de 1730, sent prior del convent de la Trinitat de Sagunt i havent sigut també visitador general de la província d'Aragó de la mateixa orde.

## Obres
Miñana és autor de les següents obres:
- Historiae de rebus Hispaniae continuatio sive tomus IV, continuació de la història d'Espanya escrita pel Pare Juan de Mariana que comprén el temps entre els Reis Catòlics i el regnat de Felip III. Fou publicada el 1733 a la Haia i ha estat reeditada nombroses vegades, traduida al castellà, junt amb l'original de Mariana.[3]
- De bello rustico Valentino (1707), història de la Guerra de Successió en el regne de València des del punt de vista borbònic, dividida en 3 llibres. A partir de l'original manuscrit, signat amb el pseudònim «Anonymus Cosmopolitanus» (per por a possibles represàlies austracistes),[4] Gregori Maians la va publicar a la Haia el 1752.
- De theatro Saguntino dialogus i De Circi antiquitate et eius structura dialogus (publicats a Thesauri antiquitatum romanarum et graecarum nova Supplementa congesta ab Ioanne Poleno, Venècia, 1737), estudis arqueològics sobre el teatre romà de Sagunt.[4]
- Saguntineida, poema incomplet sobre la destrucció de Sagunt per Hanníbal, dedicat a Felip V.[3][5]